# Чрешнєвець-об-Бистриці
Чрешнєвець-об-Бистриці (словен. Črešnjevec ob Bistrici) — поселення в общині Бистриця-об-Сотлі, Савинський регіон, Словенія. 
Висота над рівнем моря: 259,1 м.